# Tu'i Ha'a Takalaua

La Casa Ha'a Takalaua o Tu'i Ha'a Takalaua (jefes Ha'a Takalaua en tongano) es una casa real de origen medieval conformada por los descendientes del hermano del Tu'i Tonga Kau'ulufonua I en el siglo XV. Estos asumieron el poder  político del imperio de manera absoluta ya que los Tu'i Tonga se encargaban de manejar los poderes religiosos del reino al ser considerados semidioses. En el siglo XVIII se fusionó con la línea de los líderes Tu'i Kanokupolu empezando a funcionar plenamente a finales del mismo siglo.

## Jefes de la casa Ha'a Takalaua
Su fundador fue Mo'ungāmotu'a en el siglo XV gracias al poder que había acumulado su familia. El título fue heredándose en la mayoría de los casos de padres a hijos, que fueron emparentándose con la nobleza de la alta nobleza hasta que fue poniéndose en duda la legitimidad de los futuros cargos a partir del siglo XVIII.
i. Mo'ungāmotu'a (c. 1470): se cree que fue establecido en el poder por primera vez como virrey gracias a su hermano mayor Kau'ulufonua I, el titular Tu'i Tonga, ya que este último permaneció en su residencia en las tierras altas de Olotele, en Mu'a, mientras que él tuvo que permanecer en las tierras bajas de Fonuamotu, ganadas a la laguna.  Estas dos zonas estaban separadas por el camino Fonuamoa (tierra seca). Su grupo de apoyo se le pasó a denominar como Kauhalalalo ("gente de los caminos bajos"), mientras que los jefes asociados con la línea Tu'i Tonga pasaron a ser conocidos como Kauhala'uta ("gente de los caminos interiores"). Posteriormente Mo'ungāmotu'a arrebató todo el poder a su hermano aunque arrebató todo el poder a los Tu'i Tonga. En lugar de eso, envió a Kau'ulufonua a Samoa y reinó en su nombre hasta que su nueva dinastía, la Casa Ha'a Takalaua, se volvió poderosa hasta eclipsar a los Tu'i Tonga. Eso tomó alrededor de un siglo. Le sucedió su hijo.
ii. Tanekinga'otonga: le sucedió su hijo.
iii. Tu'i 'Eua, señor Vaka'uta de 'Eua. Le sucedió su hijo.
iv. Siulangapo. Le sucedió su hijo.
v. Vakalahi-Mohe'uli: alrededor de 1550, él (o su padre) permitió que los Tu'i Tonga regresaran del exilio en Samoa. Le sucedió su hijo.
vi. Mo'unga 'o Tonga: tuvo varios hijos a quienes nombró gobernadores. Su hijo Ngata fue nombrado cacique de Hihifo iniciando un nuevo cargo sucesorio, el de los Tu'i Kanokupolu. Una hija se casó con Fatafehi Tu'i Tonga, iniciando una relación de sangre entre las dos dinastías. Le sucedió su hijo.
vii. Fotofili: mantuvo conversaciones con el explorador holandés Abel Tasman en 1643. Le sucedió su hijo.
viii. Vaea: descubrió que los Tu'i Kanokupolu se habían convertido en un serio rival desatando una guerra civil contra Mataeleha'amea. Su hija fue la última en casarse con el Tu'i Tonga 'Uluakimata II. Le sucedió su hijo.
ix. Moeakiola: le sucedió su tío.
x. Tatafu: fue el primero en romper con la línea de sucesión directa por primogenitura al ser hijo de Fotofili. Le sucedió su sobrino.
xi. Kafoamotalau: hijo de Vaea, mostró numerosos dilemas sucesorios arrastrando con ello un declive con la línea Ha'a Takalaua. Le sucedió su hijo.
xii. Tu'ionukulave: le sucedió su hijo.
xiii. Silivakaifanga.
xiv. Fuatakifolaha: era hijo de Tongatangataulupekifolaha, que presuntamente no era un miembro de la Casa Ha'a Takalaua. Era nieto (por parte de madre) de Mataeleha'amea el Tu'i Kanokupolu, por lo que los problemas y las seguidas sucesiones aún no habían cesado. Le sucedió su hijo.
xv. Tupoulahi: renunció a su título de Kanokupolu en torno a 1771 debido a la edad, siendo posible que en su lugar se le ofreciera el título de Tu'i Ha'a Takalaua. Sin embargo se duda de que alguna vez fuera utilizado formalmente. Le sucedió su hijo.
xvi. Maealiuaki: ostentó también el cargo de Tu'i Kanokupolu y también se le ofreció el título de Tu'i Ha'a Takalaua como regalo de vejez. No está seguro si realmente aceptó o se consideró retirado. Se reunió con el Capitán Cook en 1777 y murió al poco después. Fue el último Tu'i Ha'a Takalaua real siendo cualquier otro sucesor de dudosa autoridad. Le sucedió su hermano.
xvii. Mumui: puede haber sido o no un Tu'i Ha'a Takalaua, dependiendo de si su hermano mayor Maealiuaki, respectivamente lo fuera o no. Le sucedió su hijo.
xviii. Toafunaki: fue nombrado Tu'i Ha'a Takalaua por los misioneros alrededor de 1790, pero parece que nunca ostentó el título oficialmente. Murió joven en 1797 y su nuevo entierro en 1799 fue una oportunidad para el asesinato del Tu'i Kanokupolu Tuku'aho.
xix. Mulikiha'amea: es muy improbable que alguna vez fuera un Tu'i Ha'a Takalaua. Algunos creen que sucedió a Maealiuaki mientras que otros lo consideran el XVIII Tu'i Ha'a Takalaua en vez de Toafunaki. En cualquiera de ambos casos, por aquel entonces el título había desaparecido, pero serían sus descendientes quienes afirmarían haber sido los Tu'i Ha'a Takalaua. Ostentó el cargo de Tu'i Kanokupolu por un tiempo. Le sucedió su hijo.
Fatukimotulalo, hijo de Mulikiha'amea, tuvo un hijo llamado Tungī Halatuituia, creador del título Tungī, que todavía hoy es uno de los títulos nobiliarios más altos de Tonga. El hijo de Tungī era Tukuʻaho, que a su vez fue el padre de Guillermo Tungī Mailefihi, consorte de la reina Carlota Tupou, pasando a la Casa Real de Tonga el título.
Cuatro de los 33 títulos nobiliarios hereditarios actuales en Tonga descienden de los Tuʻi Haʻatakalaua. Estos son: Tungī, Luani, Fotofili y Fakafānua . En conjunto se les conoce como Fāaʻi hai (literalmente "aquellos cuatro"). Los cementerios de la dinastía Tu'i Ha'atakalaua se encuentran repartidos entre 'Eua y Lapaha. Los que los conforman son los de Fale Pulemālō, Fale Fakauō, Fale Tuingapapai (o Tuipapai) y Fale Lolo'amanu (hoy en día dividido en Fale Lo'āmanu y Fale Tauhakeleva). Estos 5 se consideran socialmente langi tradicionales, aunque no se les nombran así ya que únicamente se denominan estos espacios a aquellos pertenecientes a la Casa Tu'i Tonga o la actual Casa de Tupou, antigua dinastía Kanokupolu.